# Зыбин, Иван Фёдорович
Иван Фёдорович Зыбин (1925—1997) — старший лейтенант Советской Армии, участник Великой Отечественной войны, Герой Советского Союза (1944).

## Биография
Иван Зыбин родился 24 октября 1925 года в деревне Нижнее Берёзово 1ое (ныне — Шебекинский район Белгородской области). Окончил неполную среднюю школу. В 1943 году Зыбин был призван на службу в Рабоче-крестьянскую Красную Армию. С ноября того же года — на фронтах Великой Отечественной войны, был стрелком мотострелкового батальона 67-й механизированной бригады 8-го механизированного корпуса 5-й гвардейской танковой армии 2-го Украинского фронта. Отличился во время освобождения посёлка Малая Виска Кировоградской области Украинской ССР.
9 января 1944 года Зыбин с группой бойцов первым ворвался в помещение немецкой охраны одного из заводов посёлка и уничтожил её. На пути к железнодорожной станции он уничтожил ещё 11 вражеских солдат и офицеров. В бою непосредственно на станции Зыбин уничтожил 6 немецких солдат и подорвал двумя гранатами железнодорожное полотно, не дав возможности уйти вражескому эшелону.
Указом Президиума Верховного Совета СССР от 10 марта 1944 года за «мужество и героизм, проявленные при освобождении села Палиевка и посёлка Малая Виска Кировоградской области» красноармеец Иван Зыбин был удостоен высокого звания Героя Советского Союза с вручением ордена Ленина и медали «Золотая Звезда» за номером 5242.
В 1945 году Зыбин окончил Казанское танковое училище. В 1952 году в звании старшего лейтенанта он был уволен в запас. Проживал в Харькове. Умер 17 июня 1997 года, похоронен на харьковском кладбище № 2.
Был также награждён орденом Отечественной войны 1-й степени и рядом медалей.

## Память
- Мемориальная доска в честь Героя Советского Союза И. Ф. Зыбина установлена в Харькове по адресу: проспект Тракторостроителей, 134.